# Amiota kimurai
Amiota kimurai este o specie de muște din genul Amiota, familia Drosophilidae, descrisă de Chen și Masanori Joseph Toda în anul 2001. Conform Catalogue of Life specia Amiota kimurai nu are subspecii cunoscute.